# 楊乾亨
楊乾亨（1516年—？），字啓元，江西南昌府南昌縣人，民籍，明朝政治人物。

## 生平
嘉靖十九年（1540年）庚子科江西鄉試第二名舉人。嘉靖二十九年（1550年）中式庚戌科會試第二百五十七名，三甲第一百九十三名進士。初授行人司行人，出使周藩，不受饋遺。三十六年八月选授礼科給事中，上任七日即同都给事中謝江因原工部尚書趙文華案，忤嘉靖旨意受廷杖，又被削籍為民。

## 家族
曾祖楊祐，都司經歷進階奉訓大夫；祖父楊英，知縣；父楊元龍，母辜氏。慈侍下。